# Largo al factotum
« Largo al factotum » (littéralement : « Faites place au factotum ») est un air d'opéra issu de l'opéra Le Barbier de Séville (1816) de Gioachino Rossini, chanté lors de la première apparition du rôle-titre.
En raison de la présence constante de croches et de son débit rapide, cet air pour baryton est souvent considéré comme un des plus difficiles à interpréter. Les « Figaro » répétés de très nombreuses fois ont contribué à sa popularité.

## Livret
| Texte original | Traduction française | Texte français (version Castil-Blaze, 1824) |
| --- | --- | --- |
| Largo al factotum della città, largo ! Tralala-lalala-lalala-la ! Presto a bottega che l'alba è già, presto ! Tralala-lalala-lalala-la ! Ah, che bel vivere, che bel piacere Che bel piacere, per un barbiere di qualità, di qualità ! Ah, bravo Figaro! Bravo, bravissimo! Bravo ! Tralala-lalala-lalala-la ! Fortunatissimo per verità, bravo ! Tralala-lalala-lalala-la ! Fortunatissimo per verità ! (x2) Tralalala, etc. ! Pronto a far tutto, la notte e il giorno Sempre d'intorno in giro sta. Miglior cuccagna per un barbiere, Vita più nobile, no, non si da. Tralalala, etc. ! Rasori e pettini, lancette e forbici, Al mio comando, tutto qui sta. Rasori e pettini, lancette e forbici, Al mio comando, tutto qui sta. V'è la risorsa, poi, de mestiere Colla donnetta... col cavaliere... Colla donnetta... tralalalera col cavaliere... tralalalalalalalala La-la-la ! Ah, che bel vivere, che bel piacere Che bel piacere, per un barbiere di qualità, di qualità Tutti mi chiedono, tutti mi vogliono, Donne, ragazzi, vecchi, fanciulle : Qua la parrucca... Presto la barba... Qua la sanguigna... Presto il biglietto... Qua la parrucca, presto la barba, Presto il biglietto... ehi! Figaro! Figaro! Figaro!, etc. Ahimè, che furia! Ahimè, che folla! Uno alla volta, per carità! per carità! per carità! Uno alla volta, uno alla volta, uno alla volta, per carità! « Figaro! — Son qua. — Ehi, Figaro! — Son qua. » Figaro qua, Figaro là (x2) Figaro su, Figaro giù (x2) Pronto prontissimo son come il fulmine: Sono il factotum della città Della città (x3) Ah, bravo Figaro! Bravo, bravissimo (x2) Fortunatissimo, fortunatissimo, fortunatissimo per verità. Tralalala, etc. ! A te fortuna, a te fortuna, a te fortuna non mancherà. Sono il factotum della città (x2) Della città (x3) | Faites place au factotum de la cité. Tralala-lalala-lalala-la ! Se précipitant dans son échoppe dès l'aube. Tralala-lalala-lalala-la ! Ah, quelle belle vie, quelle vie plaisante pour un barbier de talent ! Ah, bien joué Figaro ! Bien joué, vraiment bien joué ! Tralala-lalala-lalala-la ! Le plus chanceux du monde, en vérité ! Bravo ! Tralala-lalala-lalala-la ! Le plus chanceux du monde, en vérité ! (x2) Tralala-lalala-lalala-la ! Prêt à tout faire, nuit et jour, Toujours occupé, toujours à courir. Pour un barbier, une meilleure vie, Une vie plus noble n'est pas possible. Tralalala, etc. ! Rasoirs et peignes, lancettes et ciseaux, Sous mon commandement, tous à portée de main. Rasoirs et peignes, lancettes et ciseaux, Sous mon commandement, tous à portée de main. Tels sont les outils de mon commerce Avec les dames... avec les hommes... Avec les dames... tralalalera Avec les hommes... tralalalalalalalala La-la-la ! Ah, quelle belle vie, quelle vie plaisante Quelle vie plaisante pour un barbier de talent ! Tous me demandent, tous me veulent, Les femmes, les jeunes hommes, les vieillards, les demoiselles : Ici la perruque... un rasage rapide... Ici une saignée... vite, la note... Ici la perruque... un rasage rapide, Vite, la note... Eh ! Figaro ! Figaro ! etc. Bon sang, quelle folie ! Bon sang, que de monde ! Un à la fois, je vous en prie ! je vous en prie ! Un à la fois, un à la fois, un à la fois je vous en prie ! « Figaro ! — Je suis là. — Eh Figaro ! — Je suis là. » Figaro, ici, Figaro, là, (x2) Figaro, en haut, Figaro, en bas, (x2) De plus en plus vite, je cours comme l'éclair, Je suis le factotum de la cité De la cité (x3) Ah, bien joué Figaro ! Bien joué, vraiment bien joué (x2) Bienheureux, bienheureux, bienheureux en vérité, etc. ! Tralalala, etc. ! La chance sera toujours avec toi. Je suis le factotum de la cité (x2) De la cité (x3) | Place au factotum de la ville, La la la la la la la la la la. Vite au travail, on s'éveille à Séville, La la la la la la la la la la. La belle vie en vérité, Pour un barbier de qualité! Ah ! mon sort est digne d'envie, Lalala-lalala-lalala-la. Et ma gaîté jamais ne finira. Laleran-laleran-laleran-la. Et ma gaîté jamais ne finira. (x2) Laleran-laleran-laleran-la. Venez, venez à ma boutique, Pauvres malades, venez-là. Prenez, prenez mon spécifique, De tous maux il vous guérira. Tralalala, etc. ! Faut-il donner un coup de peigne ? Messieurs, on est bientôt servi. Ordonne-t-on que l'on vous saigne ? Je peux vous opérer aussi. Et puis toujours faveurs nouvelles, Avec les galans et les belles. Avec les belles laleran-la, Avec les galans laleran-la. La-la-la ! La belle vie en vérité, en vérité, Pour un barbier de qualité, de qualité ! De toutes parts on me demande, En mille lieux il faut que je me rende. « Cher Figaro, dépêchez-vous, Allez porter ce billet-doux. — Vite la barbe et vite un coup de peigne. — Ah! je me meurs! il faut que l'on me baigne. — Cher Figaro, dépêchez-vous, Allez porter ce billet doux ! Figaro ! Figaro ! etc. Mais, de grâce ! Comment voulez-vous que je fasse ? « Figaro ? — Me voici ! — Figaro ? — Me voilà ! » Figaro ci, Figaro là (x2) À vous servir voyez que je m'empresse Je voudrais bien redoubler de vitesse Messieurs laissez-moi respirer Qu'avez-vous donc à désirer ? Ah, bravo Figaro! Bravo, bravissimo (x2) À la fortune, à la fortune en peu d'instans, tu vas voler Tralalala, etc. ! À la fortune, à la fortune en peu d'instans, tu vas voler La belle vie en vérité (x2) En vérité ! (x3) |

## Dans la culture

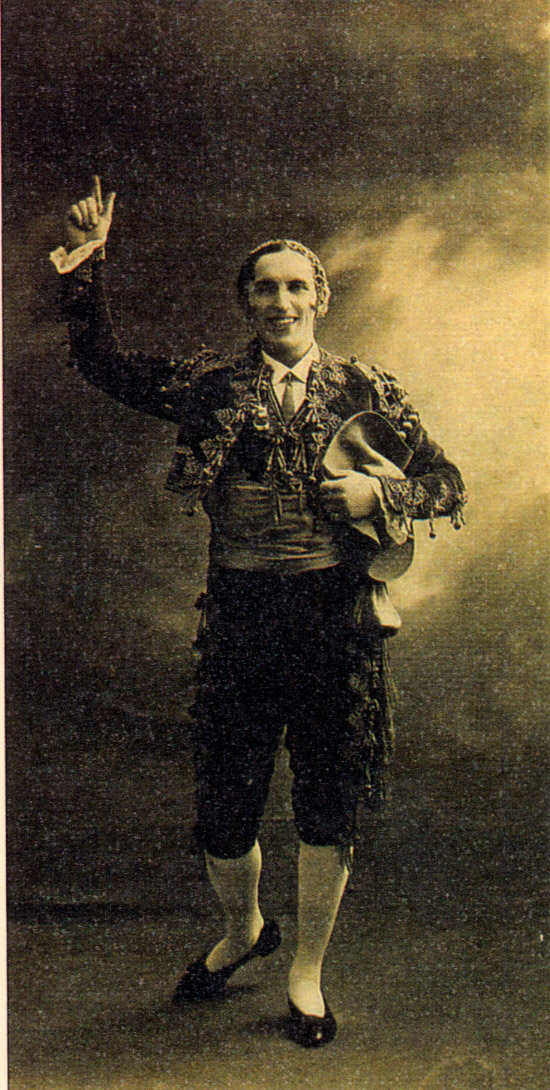
Le baryton André Barreau dans Le barbier de Séville, vers 1920.

Dans le film sorti en 1980 Jeux d'espions, l'agent kending chante cet opéra lorsqu'il passe la frontière suisse.
Dans le film Madame Doubtfire, sorti en 1993, le héros principal, joué par Robin Williams, interprète un air de cet opéra dans l'introduction du film.
En 2006, Mika a confirmé qu'il avait utilisé la mélodie principale de l'air d'opéra Largo al factotum du Barbier de Séville de Gioachino Rossini pour composer sa chanson Grace Kelly.
On retrouve l'air chanté par des personnages de dessins animés, dans Magical Maestro (1952) de Tex Avery ou encore La Sérénade de Porky (1941), Bugs Bunny casse-noisettes (1949) et Tom et Jerry barbier de Séville (1964) réalisés par Chuck Jones.
On retrouve une référence à cet air dans la bande dessinée  Animals de Toffolo et Mattioli, chanté par le chien clochard Homère, et dans la série humoristique absurde québécoise Le cœur a ses raisons, chantée par Brett et par le révérend Mc Dougall.